# Талалаевка (Башкортостан)
Талала́евка (баш. Талалаевка) — село в Стерлитамакском районе Республики Башкортостан Российской Федерации. Входит в состав Подлесненского сельсовета.

## География

### Географическое положение
Расстояние до:
- районного центра (Стерлитамак): 28 км,
- центра сельсовета (Подлесное): 7 км,
- ближайшей ж/д станции (Куганак): 4 км.

## История
До 19.11.2008 г. — административный центр Талалаевского сельсовета.

## Население
| 2002 | 2009 | 2010 |
| ---- | ---- | ---- |
| 591  | ↗613 | ↘590 |

Национальный состав
Согласно переписи 2002 года, преобладающая национальность — русские (51 %).